# Банк Еритреї
Банк Еритреї (англ. Bank of Eritrea) —— центральний банк Еритреї; державна установа, незалежна від Міністерства фінансів.